# Млодув (Підкарпатське воєводство)
Молодів (пол. Młodów) — село в Польщі, у гміні Любачів Любачівського повіту Підкарпатського воєводства. Населення — 914 осіб (2011).

## Історія
У 1939 році в селі мешкало 1510 осіб, з них 950 українців-грекокатоликів, 50 українців-римокатоликів, 450 поляків (переважно в колонії Вітки) і 60 євреїв. Село входило до ґміни Лісє Ями Любачівського повіту Львівського воєводства.
У середині вересня 1939 року німці окупували село, однак уже 26 вересня 1939 року мусіли відступити, оскільки за пактом Ріббентропа-Молотова територія належала до радянської зони впливу. 17 січня 1940 р. село включене до Любачівського району Львівської області. В червні 1941, з початком Радянсько-німецької війни, село знову було окуповане німцями. В липні 1944 року радянські війська зайняли село.
У жовтні 1944 року село у складі західних районів Львівської області віддане Польщі, а українське населення вивезено до СРСР та на понімецькі землі.
У 1975—1998 роках село належало до Перемишльського воєводства.

## Демографія
Демографічна структура станом на 31 березня 2011 року:
|          | Загалом | Допрацездатний вік | Працездатний вік | Постпрацездатний вік |
| -------- | ------- | ------------------ | ---------------- | -------------------- |
| Чоловіки | 460     | 114                | 310              | 36                   |
| Жінки    | 454     | 96                 | 270              | 88                   |
| Разом    | 914     | 210                | 580              | 124                  |